# Вольгемут, Герхард
Герхард Вольгемут (нем. Gerhard Wohlgemuth; 16 марта 1920, Франкфурт-на-Майне — 26 октября 2001, Галле) — немецкий композитор и музыковед.

## Биография
Учился медицине (1943—1947), одновременно брал уроки композиции у Фрица Ройтера и фортепиано у Бронислава фон Позняка. В 1949—1956 годах — редактор в издательствах ГДР. С 1972 года преподаватель теории музыки в Институте музыковедения при Университете имени Мартина Лютера. Автор музыки ко многим кинофильмам, выпущенным в ГДР, в том числе «Приключения Вернера Хольта» (1965).

## Награды
- 1964 — Лауреат Премии искусств ГДР